# Кондратовка (Северо-Казахстанская область)
Кондратовка (каз. Кондратовка) — село в Кызылжарском районе Северо-Казахстанской области Казахстана. Входит в состав Петерфельдского сельского округа. Код КАТО — 595057500.

## Население
В 1999 году население села составляло 693 человека (331 мужчина и 362 женщины). По данным переписи 2009 года, в селе проживало 620 человек (294 мужчины и 326 женщин).

## История
Село было основано в начале XIX века помещиком Кондратовым.